# Хемодијализа
Хемодијализа је метода одстрањивања отпадих продуката (као што су калијум и уреја) из крви у случају затајења бубрега. То је једна од три терапије за замену функције бубрега. Преостале две су трансплантација и перитонеална дијализа. Од свих терапијских поступака хемодијализа је најчешћи вид лечења болесника са хроничном бубрежном инсуфицијенцијом.
Рутинска хемодијализа се обавља код нележећих пацијената који долазе у болнице или друге установе опремљене за овај вид дијализе. На клиникама је обављају специјализоване медицинске сестре и техничари, а веома ретко се обавља код кући.
Већина болесника одлази на дијализу три пута седмично, а сам поступак траје у просеку четири сата.

## Историја
Први историјски опис хемодијализе објављен је 1913. године. Абел, Роунтри и Турнер са универзитета у Балтимору дијализирали су анестезиране животиње, усмеравајући њихову крв ван тела кроз цевчице са полупропусним мембранама.
Прву успешну хемодијализу на човеку извео је 1924. године немачки доктор Георг Хас. Дијализа је трајала 15 минута и протекла је без компликација. Након тога, он је 1928. године увео хепарин у процес дијализе, али је због изостанка подршке престао са даљим радом.
Након њега, холанђанин Вилијем Колф је конструисао први апарат за хемодијализу, а као дијализну мембрану је користио целофан.
Године 1960. амерички научник Белдинг Скрибнер урадио је први трајни приступ крвним судовима, створивши тиме темељ за развој сталне хемодијализе, а први центар за хемодијализу је отворен у Сијетлу две године касније.

## Принцип
Принцип хемодијализе је исти као и код других видова дијализе, а то укључује дифузију растворених материја кроз полупропусну мембрану. Хемодијализа користи супротно струјање течности, односно дијализат тече у супротном смеру од смера кретања крви у дијализатору. Овај контраток одржава концентрацију растворених материја с обе стране мембране на максимуму и тако повећава ефикасност дијализе.
Одстрањивање течности се постиже коришћењем разлика хидростатског притиска, што доводи до тога да слободна вода и неке растворене супстанце пролазе кроз мембрану.
Дијализат обично садржи натријум, калијум, калцијум, магнезијум, хлориде, ацетате, бикарбонате, декстрозу итд. Често се додаје и хепарин како би се избегло згрушавање крви на месту уласка игле у крвни суд.
Уреја, калијум, фосфати и друге материје дифузијом прелазе у дијализат. Концентрације натријума и хлорида су сличне као у нормалној крвној плазми. Концентрација бикарбоната је нешто већа него у плазми, због регулације киселости крви.

## Приступ
У хемодијализи постоје три методе које се користе за приступ крвним судовима:
- интравенозни катетер
- артериовенска (АВ) фистула и
- артериовенска вештачка премосница.

Врста методе која се користи зависи од више фактора, као што су време отказивања бубрега и стање васкуларног система пацијента.

#### Интравенозни катетер
Интравенозни катетер је најчешће привремен, а ређе трајан (катетер са поткожним јастучићем). Привремени катетер се поставља у случају недостатка АВ-фистуле или АВ-премоснице или у случају немогућности њихове пункције. Поставља се у велику шупљу или у бутну вену.

#### Артериовенска фистула
Артериовенска фистула представља најбољи начин приступа крвотоку за болеснике који су на редовној хемодијализи, а остварује се хируршким спајањем артерије и вене на подлактици. Након 4 до 6 седмица створена фистула може да се користи за хемодијализу. Таква врста приступа уз одговарајућу негу може да траје годинама.

#### Артериовенска вештачка премосница
Артериовенска премосница или графт је вештачки уметак који се хируршки ставља између артерије и вене. Користи се у случају када су вене премале да створе фистулу. Артериовенској премосници је потребно око 4 недеље да зарасте и нешто чешће долази до настајања угрушака и инфекција него код фистула.

## Опрема
Дијализатор је основни апарат за хемодијализу. Дијализатор има два одељка одвојена мембраном. Један одељак садржи дијализат, док се у другом налази болесникова крв.
Апарат за дијализу обавља три основне радње:
- пумпа крв кроз дијализатор и регулише њен проток;
- одстрањује отпадне материје из крви;
- прати крвни притисак и количину течности одстрањене из тела.

У случају било какве промене апарат звучним сигналом упозорава медицинске техничаре који брину о пацијенту.